# کوردلیا فاین
کوردلیا فاین (انگلیسی: Cordelia Fine) زاده سال ۱۹۷۵م، در کانادا، یک فیلسوف، روانشناس و نویسنده بریتانیایی است.
 وی از جمله مدتی در استرالیا، استاد و مدرس تاریخ و فلسفه علم در دانشگاه ملبورن بوده‌است. فاین با یک زبان ساده علمی، در زمینه‌های شناخت اجتماعی، علوم اعصاب و باورهای رایج سنتی پیرامون تفاوتهای جنسی، ۳ کتاب منتشر کرده‌است. سومین کتاب وی به نام «تستوسترون رکس» که در سال ۲۰۱۷م، منتشر شد، توجه زیادی در محافل علمی به خود جلب کرد و برنده جایزه شد. در ایران از جمله استاد آذرخش مکری در بحثی، همین کتاب را تحت عنوان «تستوسترون شهریار» به نقد کشیده‌است. همچنین کوردلیا فاین در تألیف چند کتاب درسی دانشگاهی نیز نقش داشته و نویسنده چند فصل در این کتابهاست.